# Navesti (Suure-Jaani)
Navesti – wieś w Estonii, w prowincji Viljandi, w gminie Suure-Jaani.